# Église Saint-Élian de Homs
L'église Saint-Élian (en arabe : كنيسة مار إليان) est un édifice religieux orthodoxe situé à Homs, en Syrie. Il est dédié à Julien d'Émèse, saint anargyre né dans cette ville et qui fut tué vers 284 pour avoir refusé de renoncer au christianisme, devenant de ce fait un martyr.
Il est probable que l'église ait été érigée en 432 — dit-on à l'emplacement du martyre du saint — et que les reliques du saint reposent dans le sarcophage (en marbre du Proconnèse et probablement retravaillé la même année à partir d'un sarcophage du IIe siècle tardif) situé dans la petite chapelle à la droite de la crypte principale de l'église.
Des fresques furent découvertes en 1970, étant restées dans un état remarquable de conservation sous une couche de plâtre et datant du XIIe siècle au moins, voire du VIe siècle selon certains experts (ce qui ferait d'elles les plus anciennes fresques d'église connues en Syrie).